# Helicopsis
Helicopsis é um género de gastrópode  da família Hygromiidae.
Este género contém as seguintes espécies:
- Helicopsis conopsis Morelet,1876
- Helicopsis striata (O. F. Müller, 1774)